# Linguistique cognitive
En linguistique et en sciences cognitives, la linguistique cognitive est un courant linguistique qui estime que la création, l'apprentissage et l'usage du langage trouvent leur meilleure explication par référence à la cognition humaine en général.
D'un point de vue idéologique, ce courant de recherche s'inscrit en opposition avec la linguistique structuraliste.

## Histoire
C'est le linguiste américain George Lakoff, ancien adepte de Chomsky, qui a favorisé le développement du  courant de recherche de la « linguistique cognitive » au cours des années 1970-1980 aux États-Unis. Il a progressivement pris forme avec des travaux de linguistes (Sydney Lamb-1971, Lakoff & Thompson  1975a  et  1975b) en opposition au modèle dominant des années 1960-1970, c’est-à-dire la grammaire générative.
Il convient également de noter le philosophe américain Colin Murray Turbayne, qui a étudié la manière dont les anciennes « métaphores mortes » continuent d’influencer les pensées et l’épistémologie de l’humanité au fil du temps,,,.
En parallèle en Europe et d'une manière indépendante, des chercheurs tels que Roman Jakobson, le linguiste Antoine Culioli et le psychologue François Bresson ont initié l'interdisciplinarité de la linguistique vers des problématiques d'ordre cognitif.

## Théorie
La linguistique cognitive se caractérise par son adhésion à trois postulats de base: 
- Elle nie qu’il existe une faculté linguistique autonome dans l’esprit.
- Elle considère la grammaire en termes de conceptualisation.
- Elle affirme que la connaissance du langage provient de l’usage du langage.

En rompant avec la tradition de la sémantique vériconditionnelle, les linguistes cognitivistes considèrent le sens en termes de conceptualisation. Au lieu d’appréhender le sens par le biais de modèles du monde, ils le voient en termes d’espaces mentaux. En effet, cette mouvance de recherche rejette l’idée que l’esprit humain posséderait un quelconque module unique et autonome destiné à l’apprentissage du langage. Cette attitude s’oppose ainsi aux travaux réalisés dans le domaine de la grammaire générative. Bien que les linguistes cognitivistes ne nient pas forcément qu’une partie de la capacité linguistique humaine soit innée, ils refusent l’idée qu’elle soit séparée du reste de la cognition. Ainsi, ils affirment que la connaissance des phénomènes linguistiques – c’est-à-dire les phonèmes, les morphèmes, et la syntaxe – est essentiellement conceptuelle par nature. En outre, ils affirment que le stockage et le mode d’accès ne sont pas foncièrement différents pour les données linguistiques et pour d’autres connaissances, et que l’usage du langage pour la compréhension fait usage de capacités cognitives similaires à celles qui sont mises en œuvre pour d’autres tâches non linguistiques.
Enfin, les linguistes cognitivistes affirment que le langage est à la fois « incarné » (embodied) et « situé » dans un environnement spécifique. Ceci peut être considéré comme une divergence modérée d’avec l’hypothèse Sapir-Whorf, dans laquelle le langage et la cognition s’influencent mutuellement, et sont tous deux intégrés dans l’expérience et l’environnement des sujets.
Parmi les principaux linguistes appartenant à ce courant de pensée, on peut citer Wallace Chafe, Charles Fillmore, George Lakoff, Ronald Langacker, Gilles Fauconnier et Leonard Talmy et Gilles Col 

## Domaines d’études
La linguistique cognitive comprend trois domaines d’études principaux :
- la sémantique cognitive, qui s’occupe principalement de sémantique lexicale.
- les approches cognitivistes de la grammaire, concernées surtout par la syntaxe, la morphologie et d’autres domaines traditionnellement plus orientés vers la grammaire.
- la phonologie cognitive.

Parmi les aspects de la cognition qui intéressent les linguistes cognitivistes, on peut citer :
- la grammaire de construction et la grammaire cognitive.
- les métaphores conceptuelles et la théorie des espaces mentaux (conceptual blending).
- les schémas d’images et la dynamique des forces.
- l’organisation conceptuelle : la catégorisation, la métonymie, la sémantique des cadres et l’iconicité.
- la théorie de l'interprétation (construal) et la subjectivité.
- les gestes et la langue des signes.
- le relativisme linguistique.
- les neurosciences cognitives.

Travaux en rapport avec les divers thèmes ci-dessus :
- les modèles computationnels de la métaphore et de l'acquisition du langage.
- la recherche psycholinguistique.
- la sémantique conceptuelle, à laquelle s’est attaché le linguiste générativiste Ray Jackendoff, en raison de son réalisme psychologique actif et de l’incorporation de la structure et d’images du prototype.

Les linguistes cognitivistes, davantage que les linguistes générativistes, cherchent à assembler toutes ces découvertes en un tout cohérent. Une complication supplémentaire vient du fait que la terminologie de la linguistique cognitive n’est pas entièrement stabilisée, à la fois parce que c'est un champ relativement neuf et parce qu’elle s’interface avec de nombreuses autres disciplines.
Les aperçus et les développements de la linguistique cognitive commencent aussi à être reconnus au niveau de l’analyse des textes littéraires. La poétique cognitive, nom sous lequel elle s’est fait connaître, est devenue une partie importante de la stylistique moderne. Jusqu'ici, le meilleur aperçu de cette discipline a été fourni par Peter Stockwell.